# Nordwestrussland
Der Föderationskreis Nordwestrussland (russisch Северо-западный федеральный округ Sewero-sapadny federalny okrug, deutsch ‚Nord-Westlicher Föderationskreis‘) ist eine administrative Einheit (Föderationskreis) in Russland. Verwaltungssitz ist Sankt Petersburg.

## Geographie
Nordwestrussland umfasst den Norden Russlands vom Uralgebirge im Osten bis zur Kola-Halbinsel im Nordwesten sowie den äußersten Westen des europäischen Teils der Russischen Föderation, der an die Ostsee, das Weiße Meer und den Arktischen Ozean grenzt. Außerdem die auf dem Landweg nicht mit dem Rest Russlands verbundene Exklave Oblast Kaliningrad. Zum Föderationskreis zählen auch die arktischen Inselgruppen Nowaja Semlja und Franz-Josef-Land.
Nordwestrussland grenzt im Süden an die Föderationskreise Zentralrussland und Wolga, im Osten an den Föderationskreis Ural. Staatsgrenzen bestehen mit Polen, Belarus, Litauen, Lettland, Estland, Finnland und Norwegen.
Während der letzten Eiszeit wurde ein großer Teil des Gebiets Nordwestrusslands von einem dicken Eisschild bedeckt. Als sich das Eis zurückzog, bildeten sich Tausende glazialer Seen und prägen die Landschaft bis heute. Die größten dieser Seen sind der Ladogasee, der Onegasee, der Peipussee, der Ilmensee und der Weiße See. Der längste Fluss ist die 744 Kilometer lange Nördliche Dwina, die bei Archangelsk in das Weiße Meer mündet. Die kurze, aber wasserreiche Swir verbindet den Onegasee mit dem Ladogasee und mündet in die Newa nach St. Petersburg in den Golf von Finnland. Der Weißmeer-Ostseekanal verbindet das Weiße Meer mit dem Onegasee. Schifffahrt ist somit seit den 1930er Jahren zwischen Arktis und Ostsee möglich.
Das Relief des Kreises ist im Süden und Westen flach und im Norden hügelig. Auf der Kolahalbinsel erreichen die Gipfel der tundrageprägten und baumlosen Chibinen – ein kreisrundes Mittelgebirge – Höhen von bis zu 1200 Metern. Der Narodnaja im äußersten Nordosten des Kreises ist mit 1895 Metern der höchste Berg des Urals und zugleich die höchste Erhebung des Föderationskreises.
Das Klima ist bis auf den kühlgemäßigten Südwesten und den arktischen Norden kaltgemäßigt, humid und kontinental und bildet die Boreale Zone. Die Winter dauern allgemein länger als fünf Monate, während die Tage kurz sind und im Schnitt nur etwa fünf bis sechs Stunden Tageslicht ermöglichen. In Murmansk, das nördlich des Polarkreises liegt, gibt es im Winter ganztägige Polarnächte. Diese Phase dauert von Anfang Dezember bis Mitte Januar an. Im Sommer dagegen sind die Weißen Nächte typisch für diese Region. St. Petersburg wird von einem ganzjährigen feuchten Meeresklima geprägt. Die kälteste in St. Petersburg jemals gemessene Temperatur beträgt −36 °C, die wärmste 33 °C.
Der weitaus größte Teil des Landes wird von Taigawäldern geprägt. Laubmischwälder kommen lediglich in der Exklave Kaliningrad vor. Etwa am Polarkreis geht der Wald in die lichte Waldtundra über, die westlich des Weißen Meeres von der fennoskandischen Fjällbirke und östlich bis zum Ural von der Sibirischen Fichte geprägt wird.
Hervorzuheben ist, das in Nordwestrussland die mit Abstand größten, intakten Wildnisregionen Europas liegen: Anfang des 21. Jahrhunderts befindet sich nach einer Studie der Wildlife Conservation Society von 2005 noch mindestens ein Drittel („Kernwildnis – most wild“) und maximal zwei Drittel („Wildnischarakter – Last of the wild“) der Landesfläche in einem naturnahen Zustand. Knapp die Hälfte der Kernwildnis entfällt auf boreale Waldgebiete, von denen bislang knapp 12 Prozent ausreichend geschützt sind und deren Bestand durch erheblichen Einschlag erheblich gefährdet ist.
Der Föderationskreis nimmt mit fast 1.700.000 Quadratkilometern ein knappes Zehntel der Gesamtfläche Russlands ein, ebenso die Einwohnerzahl von gut 13,6 Millionen (2010) von der Gesamteinwohnerzahl. Die Bevölkerungsdichte liegt damit etwa beim Wert für Gesamtrussland. Zur Volkszählung 2010 war die Einwohnerzahl der Gebiete des Föderationskreises gegenüber der Volkszählung 1989 um etwa 11 % gesunken; seit 2009 steigt sie jedoch wieder. Mit einem Anteil von 82 Prozent an Stadtbewohnern hat Nordwestrussland von allen Föderationskreisen die urbanisierteste Bevölkerung Russlands. Die Bevölkerungsverteilung ist allerdings sehr ungleichmäßig und konzentriert sich vor allem um St. Petersburg. Dagegen hat der autonome Kreis der Nenzen bei einer Fläche von 177.000 km² lediglich eine Bevölkerung von 43.000 Einwohnern.
Weitere Großstädte im Föderationskreis neben dem Verwaltungssitz, der Millionenstadt Sankt Petersburg, sind Kaliningrad, Archangelsk, Tscherepowez, Wologda, Murmansk, Petrosawodsk, Syktywkar, Weliki Nowgorod, Pskow und Sewerodwinsk (absteigend geordnet nach Einwohnerzahl 2010).

## Gliederung

Föderationssubjekt des Föderationskreises Nordwestrussland

| #      | Flagge | Föderationssubjekt         | Hauptstadt / Administratives Zentrum | Fläche      | Bevölkerung 2010 | Bevölkerung 2015 |
| ------ | ------ | -------------------------- | ------------------------------------ | ----------- | ---------------- | ---------------- |
| 1      |        | Oblast Archangelsk         | Archangelsk                          | 589913 km²  | 1.227 Mio.       | 1.183 Mio.       |
| 2      |        | Oblast Wologda             | Wologda                              | 144527 km²  | 1.202 Mio.       | 1.191 Mio.       |
| 3      |        | Oblast Kaliningrad         | Kaliningrad                          | 15125 km²   | 0.941 Mio.       | 0.968 Mio.       |
| 4      |        | Republik Karelien          | Petrosawodsk                         | 180520 km²  | 0.643 Mio.       | 0.632 Mio.       |
| 5      |        | Republik Komi              | Syktywkar                            | 416774 km²  | 0.901 Mio.       | 0.864 Mio.       |
| 6      |        | Oblast Leningrad           | Gattschina                           | 83908 km²   | 1.716 Mio.       | 1.775 Mio.       |
| 7      |        | Oblast Murmansk            | Murmansk                             | 144902 km²  | 0.795 Mio.       | 0.766 Mio.       |
| 8      |        | Autonomer Kreis der Nenzen | Naryan-Mar                           | 176810 km²  | 0.042 Mio.       | 0.043 Mio.       |
| 9      |        | Oblast Nowgorod            | Weliki Nowgorod                      | 54501 km²   | 0.634 Mio.       | 0.618 Mio.       |
| 10     |        | Oblast Pskow               | Pskow                                | 55399 km²   | 0.673 Mio.       | 0.651 Mio.       |
| 11     |        | Sankt Petersburg           | Sankt Petersburg                     | 1439 km²    | 4.879 Mio.       | 5.191 Mio.       |
| Gesamt | Gesamt | Gesamt                     | Gesamt                               | 1686968 km² | 13.616 Mio.      | 13.843 Mio.      |

## Wirtschaft
Der Föderationskreis Nordwestrussland spielt eine wichtige Rolle im Wirtschaftsleben Russlands – sowohl wegen seiner geografischen Lage als auch wegen seiner speziellen Wirtschaftsstruktur. Maschinenbau, Chemie-, Leicht- und Lebensmittelindustrie sowie Erdölindustrie, Forstwirtschaft und Fischfang sind traditionell die wichtigsten Branchen des Kreises. Stark dynamisch entwickelte sich in jüngster Zeit die IT-Industrie in St. Petersburg. Darüber hinaus haben Transportwirtschaft und Logistik, Telekommunikation, der Schiffsbau und die Dienstleistungsbranche einen wichtigen Anteil an der Wirtschaftsstruktur im Nordwesten Russlands.
An Nummer eins rangiert der Kreis bei der Produktion von Apatit- und Nephelinkonzentrat (100 Prozent des gesamten Produktionsvolumens Russlands). Großen Anteil hat der Kreis an der gesamtrussischen Produktion von Papier (über 60 Prozent), Pappe (über 50 Prozent), TV-Geräten (über 50 Prozent), Fischkonserven (zirka 60 Prozent) und Tee.
St. Petersburg ist das wirtschaftliche Zentrum Nordwestrusslands. Hier sind viele Betriebe des Maschinenbaus, der Schiffbauindustrie und der Lebensmittelverarbeitung angesiedelt.
Die Oblast Leningrad entwickelt sich zunehmend zu einem Zentrum der Automobil- und Kfz-Zulieferindustrie. Im Autonomen Kreis der Nenzen wird Erdöl und Erdgas gefördert. In der Oblast Wologda ist der Stahlkonzern Severstal beheimatet. Im Infrastruktursektor wurde mit der Ringautobahn um St. Petersburg das größte Straßenbau-Vorhaben Russlands der jüngsten Vergangenheit realisiert. Ebenso bedeutend ist der Ausbau des Hafens Ust-Luga.